# Gao Zhikai
Zhikai Gao, conegut pel nom en anglès Victor Gao (xinès: 高志凯, pinyin: Gāo Zhìkǎi; Suzhou, 1962) és un advocat, empresari i acadèmic xinés, vicepresident del Centre per a la Xina i la Globalització (CCG), amb seu a Beijing.
Gao és un expert en relacions internacionals a la Universitat de Soochow, on és professor catedràtic. Gao també és membre del Comité Municipal de Beijing del Comité Revolucionari del Kuomintang. Anteriorment va ser traductor del líder xinés Deng Xiaoping.

## Biografia
Gao va ser criat a la Xina rural durant la dècada del 1970, i va realitzar els seus estudis secundaris al sud de la Xina. Quan el líder del Partit Comunista de la Xina, Deng Xiaoping, va reobrir les universitats durant la reforma econòmica xinesa, Gao va convèncer les autoritats locals que li permeteren fer el Gaokao per a l'admissió a la universitat el 1977, abans de graduar-se de l'escola secundària.
Gao va obtindre una llicenciatura en llengua i literatura angleses a la Universitat de Soochow el 1981, i després un màster en llengua i literatura angleses a la Universitat d'Estudis Estrangers de Beijing el 1983. Va cursar estudis de postgrau als Estats Units a la Universitat Yale, on es va graduar amb un màster en ciències polítiques el 1990 i després amb un Juris Doctor (JD) a la Facultat de Dret de Yale el 1993. Va ser admés a la New York State Bar Association el 1994.

## Carrera professional
De 1983 a 1988, Gao va ser traductor de Deng Xiaoping. També va ser membre del Ministeri d'Afers Exteriors de 1983 a 1989 a la Secretaria de les Nacions Unides a Nova York. Després de deixar el Ministeri d'Afers Exteriors el 1988, Henry Kissinger li va recomanar que estudiara a la Universitat Yale, on va obtindre un títol de Juris Doctor a la Facultat de Dret de Yale el 1993. Després va ser assessor polític de la Comissió de Valors i Futurs de Hong Kong del 1999 al 2000.
Gao ha sigut banquer d'inversions per a Morgan Stanley. És director de l'Associació Nacional Xinesa d'Estudis Internacionals, i director executiu de l'Associació de Capital Privat de Beijing. Gao és també el vicepresident del Centre per a la Xina i la Globalització.